# Prędkość adwekcji
Prędkość adwekcji – pojęcie z zakresu hydrodynamiki podziemnej.
W hydrodynamice podziemnej przez prędkość adwekcji rozumie się średnią prędkość cząstek płynu poruszających się w kanałach porowych.
W skali fenomenologicznej prędkość adwekcji jest wielkością wektorową, w literaturze oznaczaną najczęściej symbolem {\displaystyle \mathbf {v} .}
Strumień wektora prędkości adwekcji {\displaystyle \mathbf {v} } przez powierzchnię ośrodka porowatego nie stanowi natężenia przepływu płynu {\displaystyle Q,} gdyż płyn przepływa jedynie siecią połączonych kanałów porowych, a nie całą powierzchnią poprzecznego przekroju ośrodka. Natężeniem przepływu jest natomiast strumień wektora prędkości filtracji płynu {\displaystyle \mathbf {u} } przez powierzchnię ośrodka porowatego.
Między wektorem prędkości filtracji płynu {\displaystyle \mathbf {u} } a wektorem prędkości adwekcji {\displaystyle \mathbf {v} } zachodzi związek:
{\displaystyle \mathbf {u} =\varphi \,\mathbf {v} ,}
gdzie {\displaystyle \varphi } jest porowatością ośrodka porowatego. Wektory prędkości filtracji i prędkości adwekcji są zawsze do siebie równoległe i mają ten sam zwrot – różnią się natomiast długością.